# نیکلاس کابررا
نیکلاس کابررا (انگلیسی: Nicolás Cabrera؛ زاده ۱۹۱۳ درگذشته ۱۹۸۹) یک فیزیک‌دان بود.